# Ludweis-Aigen
Ludweis-Aigen (zastarale česky Ludějovice) je městys v Rakousku ve spolkové zemi Dolní Rakousy v okrese Waidhofen an der Thaya. Žije v něm 952 obyvatel (podle sčítání z roku 2016).

## Poloha
Ludweis-Aigen se nachází v severozápadní části spolkové země Dolní Rakousy. Jeho rozloha činí 51,19 km², z nichž 30,31% je jí zalesněných.

### Členění
Území městyse Ludweis-Aigen se skládá ze čtrnácti částí (v závorce uveden počet obyvatel k 1.1.2015):
- Aigen (81)
- Blumau an der Wild (Blumava[1]) (183)
- Diemschlag (45)
- Drösiedl (76)
- Kollmitzgraben (25)
- Liebenberg (37)
- Ludweis (179)
- Oedt an der Wild (71)
- Pfaffenschlag (52)
- Radessen (7)
- Radl (49)
- Sauggern (27)
- Seebs (75)
- Tröbings (česky Třebenice)[zdroj?] (52)

## Historie
První písemná zmínka o Aigen pochází z roku 1122, o Ludweis poté z roku 1242. Nejstarší doloženou existenci má však část Liebenberk a to z roku 1112. V 16. století bylo Aigen jedno z center reformace.

## Osobnosti
- Wilhelm von Hofkirchen, Pán z Kollmitz a Drösiedlu (okolo 1529–1584)
- Herbert Loskott (* 1926), skladatel a vlastivědec

## Galerie

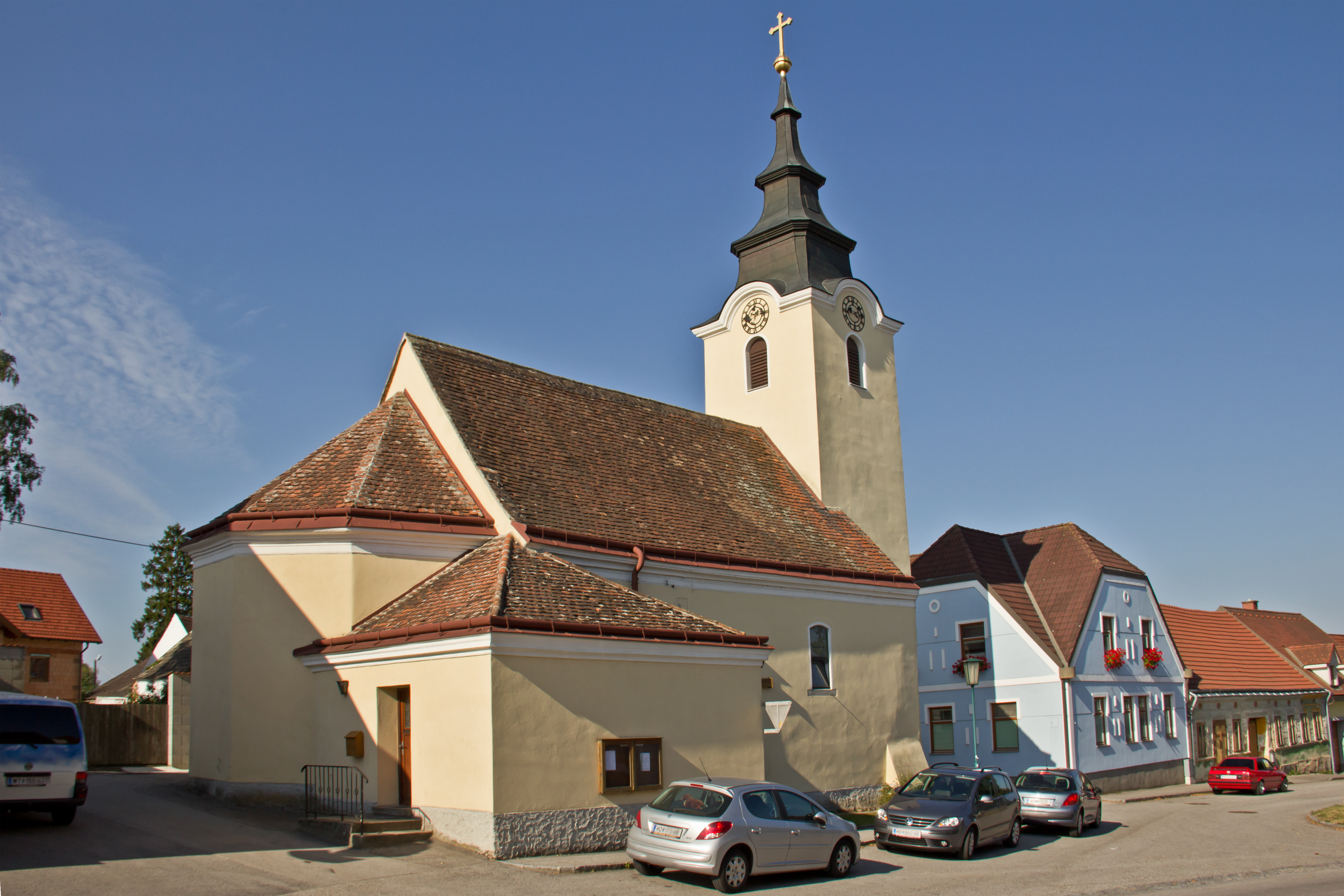
Farní kostel v Ludweisu
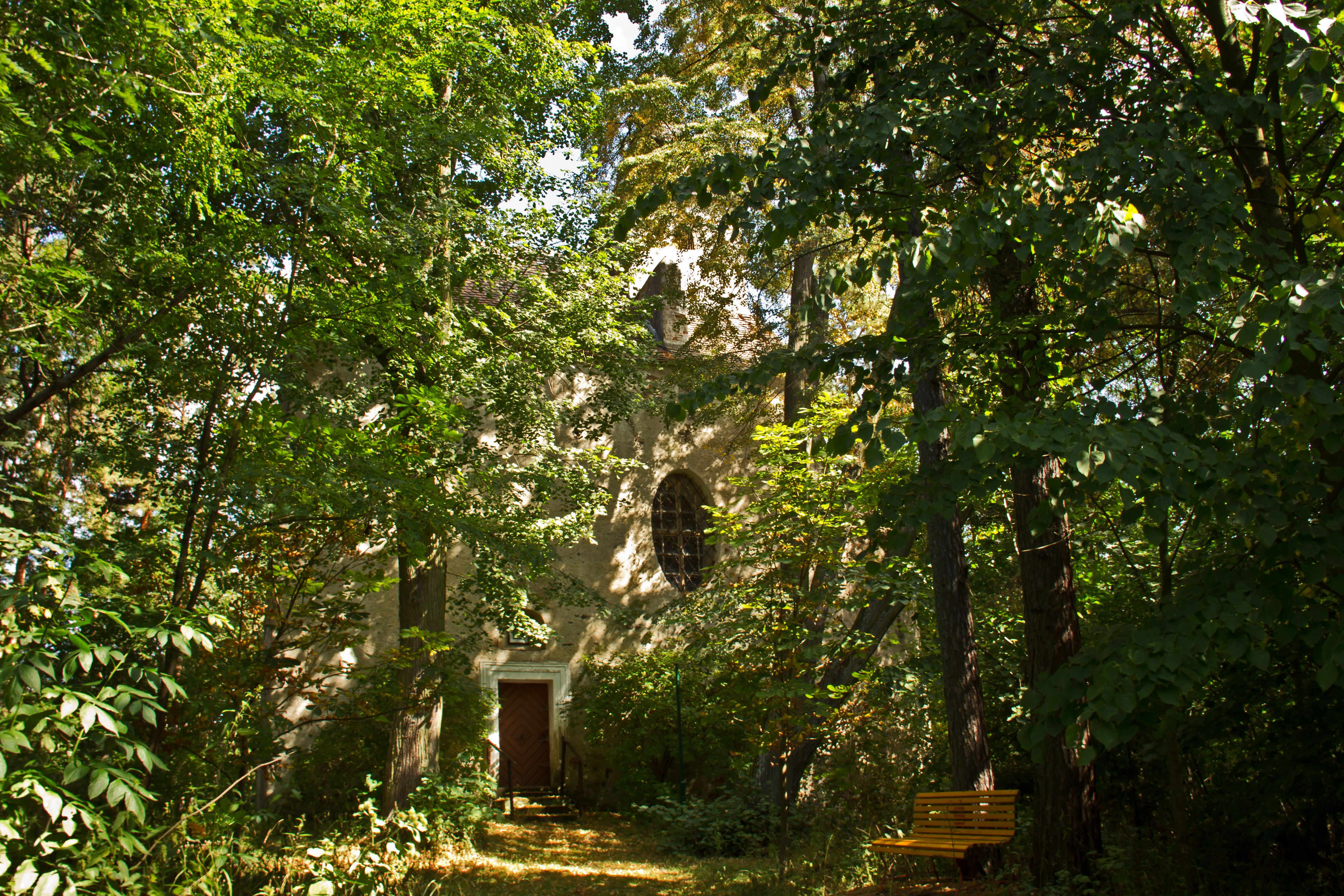
Kaple sv. Sebastiána u Liebenbergu
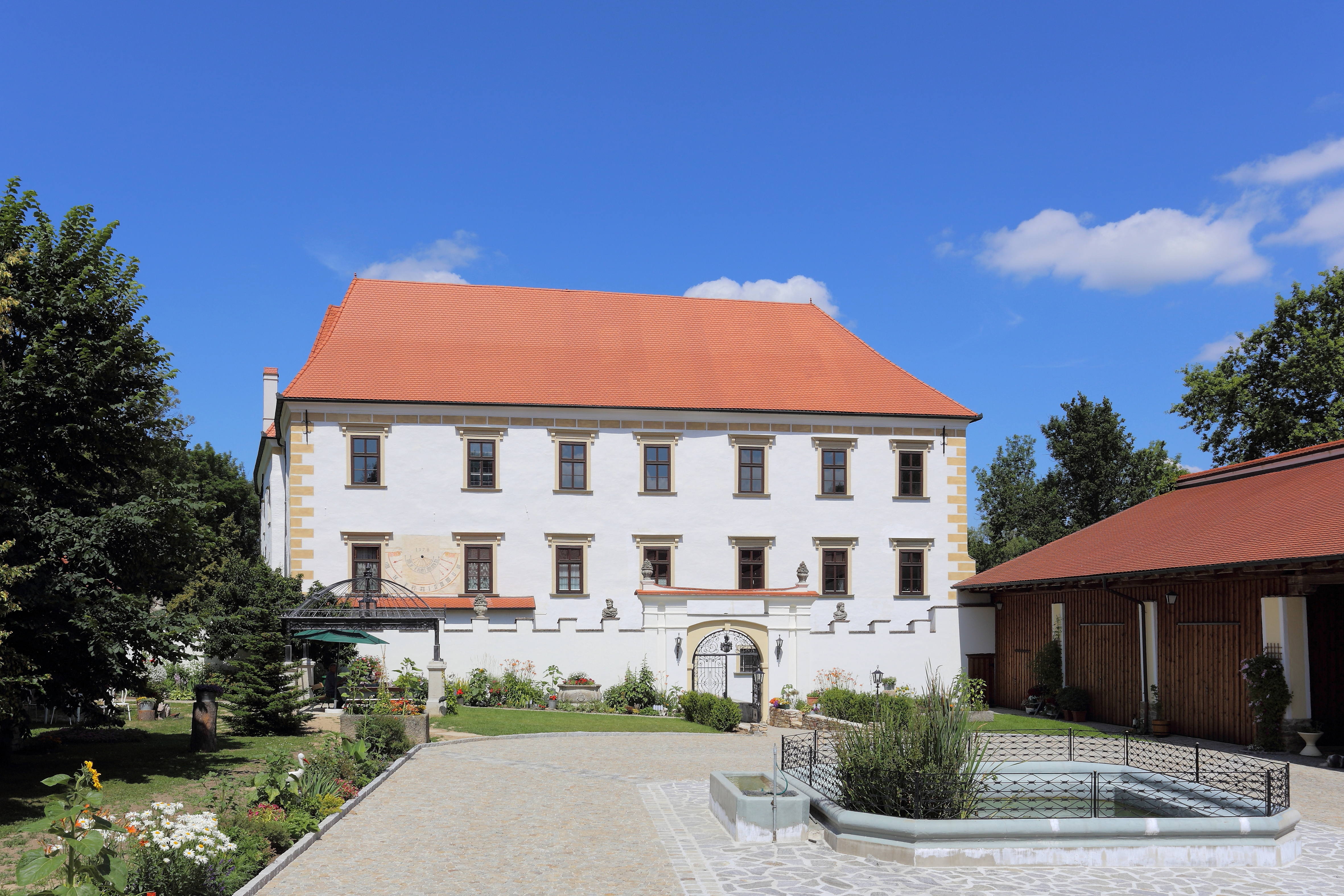
Hrad Drösiedl
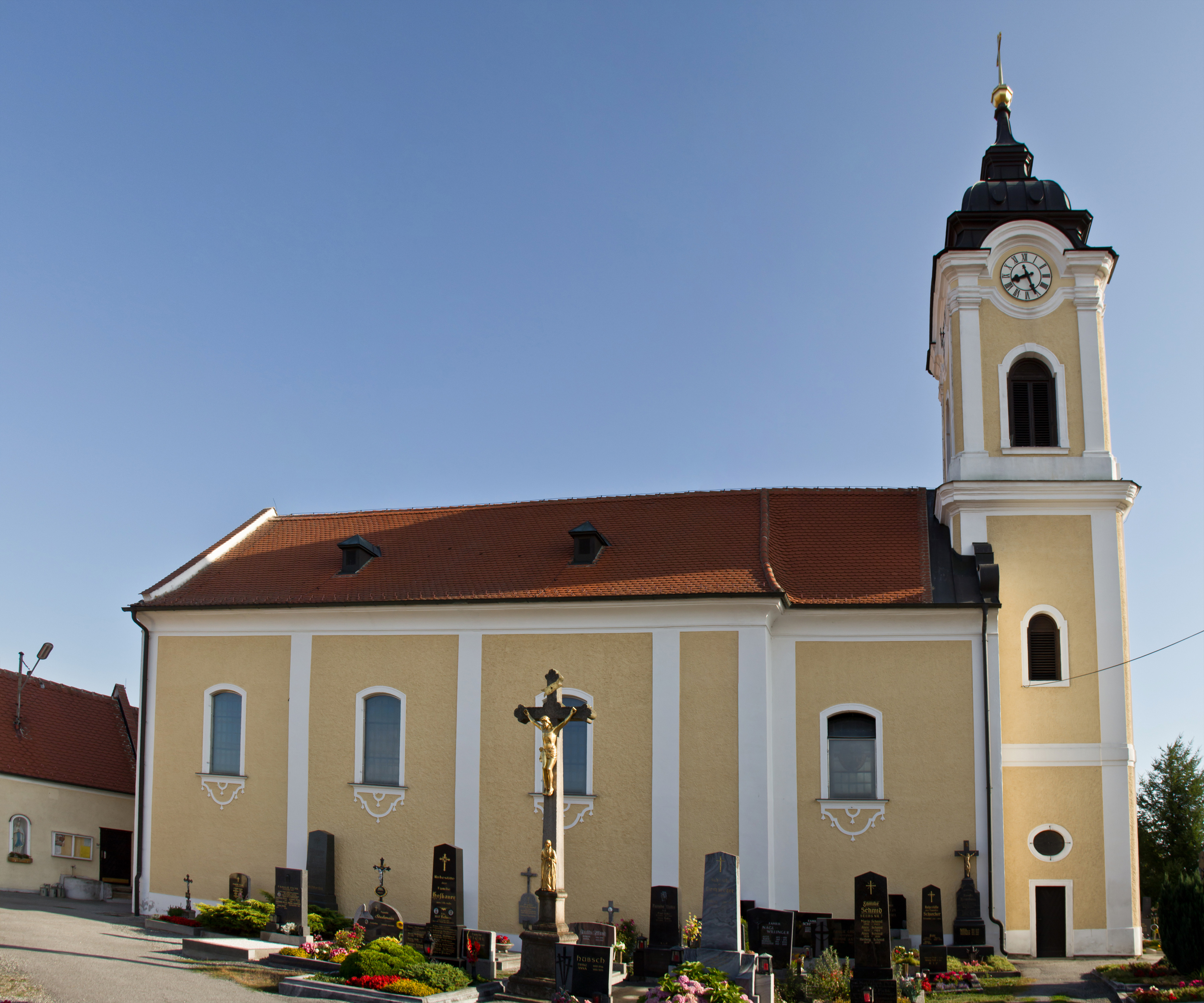
Farní kostel sv. Jana Křtitele v Blumau an der Wild